# Droga nr 716 (Izrael)
Droga regionalna nr 716 (hebr. כביש 716) – droga regionalna położona w Dolnej Galilei, na północy Izraela. Łączy ona drogę nr 65 w Dolinie Jezreel z drogą nr 71 w Dolinie Charod.

## Przebieg
Droga nr 716 przebiega przez Poddystrykt Jezreel w Dystrykcie Północnym Izraela. Biegnie południkowo z północy na południe, łącząc drogę nr 65 w Dolinie Jezreel z drogą nr 71 w Dolinie Charod.

### Dolina Jezreel
Swój początek bierze na skrzyżowaniu z drogą nr 65 przy strefie przemysłowej Alon Tawor w zachodniej części Doliny Jezreel. Drogą nr 65 można pojechać na północny wschód do miejscowości Kefar Tawor, lub na południowy zachód do strefy przemysłowej Alon Tawor i kibucu Dawerat. Droga nr 716 kieruje się stąd na południe, docierając do podnóża góry More. Jest tutaj skrzyżowanie z lokalną drogą prowadzącą na południe do bazy wojskowej Na’ura, natomiast droga nr 716 łagodnie wykręca na południowy wschód i zaczyna wznosić się na płaskowyż Ramot Jissachar.

### Wyżyna Issachar
W trakcie wjeżdżania na płaskowyż Issachar dociera się do skrzyżowania z lokalną drogą, która prowadzi do położonej na wschodzie arabskiej wioski Tamra. Droga wykręca tutaj na południe i nadal objeżdżając masyw góry Meron dociera po 1 km do arabskiej wioski Na’ura. Po kolejnych 2,5 km dociera do skrzyżowania z drogą nr 717 prowadzącą na wschód do moszawu Ramat Cewi, wioski komunalnej Moledet i arabskiej wioski At-Tajjiba. Droga nr 716 wykręca tutaj na południowy zachód i łagodnie zjeżdża do Doliny Charod.

### Dolina Charod
Przy zjeździe do Doliny Charod dociera się do położonych na wschód od drogi kibuców En Charod Ichud i En Charod Me’uchad, do których wjeżdża się drogą nr 7107. Droga nr 716 kończy swój bieg na skrzyżowaniu Isachar z drogą nr 71. Jadąc drogą nr 71 na północny zachód dojeżdża się do kibucu Gewa, lub na południowy wschód do kibucu Tel Josef.